# Varahamihira
Varahamihira, auch Varaha Mihira (6. Jahrhundert n. Chr.), war ein indischer Astronom, Mathematiker und Astrologe.

## Leben
Varahamihira war der Sohn von Adityadasa und ein Brahmane der Maga-Sekte (die von den iranischen Zoroastern abstammen). Er stammt aus der Region Avanti in Westindien. Er soll nach einem seiner Werke in Kapitthaka gewohnt haben, allerdings weiß man nicht genau, wo das lag. Er erwähnt das astronomische Zentrum in Ujjain in einem seiner Werke, wo später auch Brahmagupta wirkte, es gibt aber keinen expliziten Nachweis, dass er dort wirkte, wohl aber unsichere Überlieferungen und Legenden sowohl im Hinduismus als auch im Jainismus. So soll er am Hof des Herrschers Chandragupta II. Vikramaditya gewirkt haben, dem widersprechen aber die bekannten Lebensdaten. Seine Lebensdaten sind nicht genau bekannt. Einige astronomische Daten in seinem astronomischen Hauptwerk sind 505 n. Chr. datiert. Da ihn außerdem Brahmagupta 628 erwähnt lebte er im 6. Jahrhundert.

## Werk
Er ist für das Pancha-Siddhantika bekannt (Kanon der fünf Bücher), einem Buch über Astronomie aus der Zeit um 575. Es gibt Hinweise auf ältere, jetzt verlorene astronomische Werke und fasst den Inhalt von fünf Abhandlungen zusammen (Surya, Romaka, Paulisa, Vasistha, Paitamaha). Einige (Romaka Siddhanta – Lehre der Römer) geben die griechische Epizykel-Theorie der Planeten und der Bewegung von Sonne und Mond aus dem 1. Jahrhundert nach Christus wieder (samt Ptolemäischen Tafeln). Varahamihira korrigiert die Beobachtungswerte entsprechend der inzwischen erfolgten Präzession. Der Einfluss antiker westlicher griechisch-römischer und babylonischer Wissenschaft auf sein Werk wird aber kontrovers diskutiert. Die Paulisa Siddhanta gibt ebenfalls griechisches Wissen wieder, unter anderem über die Berechnung von Mondphasen und Finsternissen. Der Name verweist auf einen nicht näher bekannten Griechen Paulus. Die Surya Siddhanta gibt das älteste bekannte Wissen der Inder über Astronomie wieder und sie war auch Aryabhata I. bekannt. Die Vasistha Siddhanta soll auf den sagenhaften Weisen gleichen Namens zurückgehen.
Das Werk enthält auch Interessantes zur Geschichte der Mathematik. So gibt es in seinem Kanon viele Hinweise auf ein Stellenwertsystem für Zahlen und er entdeckte einige trigonometrische Identitäten:
{\displaystyle \sin ^{2}x+\cos ^{2}x=1}
{\displaystyle \sin x=\cos \left({\frac {\pi }{2}}-x\right)}
{\displaystyle {\frac {1-\cos 2x}{2}}=\sin ^{2}x}
Er verbesserte die Sinustafeln von Aryabhata I. Ihm gelangen Entdeckungen über Magische Quadrate und bei ihm findet sich eine Version des Pascalschen Dreiecks zur Berechnung von Binomialkoeffizienten.
Er ist auch als bedeutender Astrologe bekannt mit mehreren weit verbreiteten (bis heute populären) Abhandlungen wie dem Brihat-Jataka (Große Geburt bzw. Großes Horoskop, auch Horasastra – Wissenschaft der Stunden – genannt, 400 Verse in 25 Kapiteln), Laghu-Jataka (Kleine Geburt, eine gekürzte Ausgabe der Brihat-Jakata) über Horoskope (mit deutlichen Einflüssen griechischer Astrologie), Brihat Yogayatra (über günstige Vorzeichen für Feldzüge und Reisen, davon gibt es ebenfalls eine gekürzte Version) und Brhadvivaha-patala (über den richtigen Zeitpunkt der Ehe). Er schrieb eine Enzyklopädie Brihatsamhita (Große Sammlung) mit Einträgen über die unterschiedlichsten Themen wie Astrologie, Meteorologie, Landwirtschaft, Architektur, Edelsteine und Parfüm, Rituale und Ehe, Geographie, Kalender, Pflanzen, Politik, Wirtschaft, Tiere, Astronomie (Planetenbewegung, Finsternisse). Auch von diesem letzten Werk, seinem Hauptwerk zur natürlichen Astrologie, gibt es kürzere Versionen, die aber nur durch Zitate bekannt sind.
Seine Werke haben auch literarische Qualität und Stellen aus seinen Werken wurden deshalb von späteren Schriftstellern als vorbildliche Beispiele zitiert.

## Schriften
Ausgaben seiner Werke
- Otto Neugebauer, David Pingree The Pancasiddhantika of Varahamihira, Teil 1,2, Hist.-Filos. Skr. Danske Vid. Selskab, Band 6, 1970, Heft 1,2, Kopenhagen: Munksgaard 1970/71
- George Thibaut, Sudhakara Dvivedi (Hrsg.): The Panchasiddhantika of Varaha Mihira, Chowkhamba Sanskrit Studies 68, Varanasi, 2. Auflage 1968
- K. V. Sarma (Herausgeber), T. S. Kupanna Sastry (Übersetzer): The Pancasiddhantika of Varahamihira. Madras: PPST Foundation 1993
- David Pingree (Herausgeber) Brhad-yatra of Varahamihira, Madras, Governmental Oriental Manuscript Library 1972
- M. Ramakrishna Bhat (Herausgeber und Übersetzer): Brhat-samhita of Varahamihira. 2 Teile, Delhi, Motilal Banarsidass 1982
- V. Subrahmanya Sastri (Herausgeber und Übersetzer): Brhajjatakam of Varahamihira. 2. Auflage. Bangalore: K. R. Krishnamurty 1971